# Looping Star (Budapest)
A Looping Star egy hullámvasút, amely korábban Magyarországon, a Budapesti Vidám Parkban üzemelt. A német Schwarzkopf Industries által gyártott, Looping Star típusú vasút 2000 és 2009 között működött a magyar fővárosban. 
A létesítményt 1980-ban gyártották Németországban, majd Angliába adták el, ahol a Kent megyében található Dreamland Margate nevű vidámparkban állították fel, 1981. május elsején vehette birtokba a közönség. A vasút 1994-ig üzemelt ott, amikor is a park eladta a berendezést egy Skóciában élő holland vállalkozónak, Henk Bemboom-nak. 1995-ben a hullámvasút átkerült Bemboom saját vidámparkjába, az azóta bezárt Loudoun Castle-be, ahol Thunder Loop Express néven rövid ideig, 1998-ig üzemelt. A tulajdonos ezután bérbe adta a Looping Start, amit a Budapesti Vidám Park vett ki. 2000. április 1-én üzemelték be a vasutat Budapesten, ami rövid időn belül a park egyik legnépszerűbb mutatványa lett: 2002-ig már több mint 200 ezren vették igénybe. Az elavultnak számító szerkezet egyre növekvő karbantartási költségeit a veszteségessé váló Vidám Park egy idő után már nem tudta fizetni, így lebontotta és visszaszolgáltatta a vasutat a tulajdonosának. A helyét egy évvel később a Spinning Coaster hullámvasút vette át.
2011 óta a Looping Star Botswanában üzemel a Lion Park Resort aquaparkban, Gwazi néven. Jelenleg az egyetlen állandó hullámvasút az országban.